# Albert Namatjira

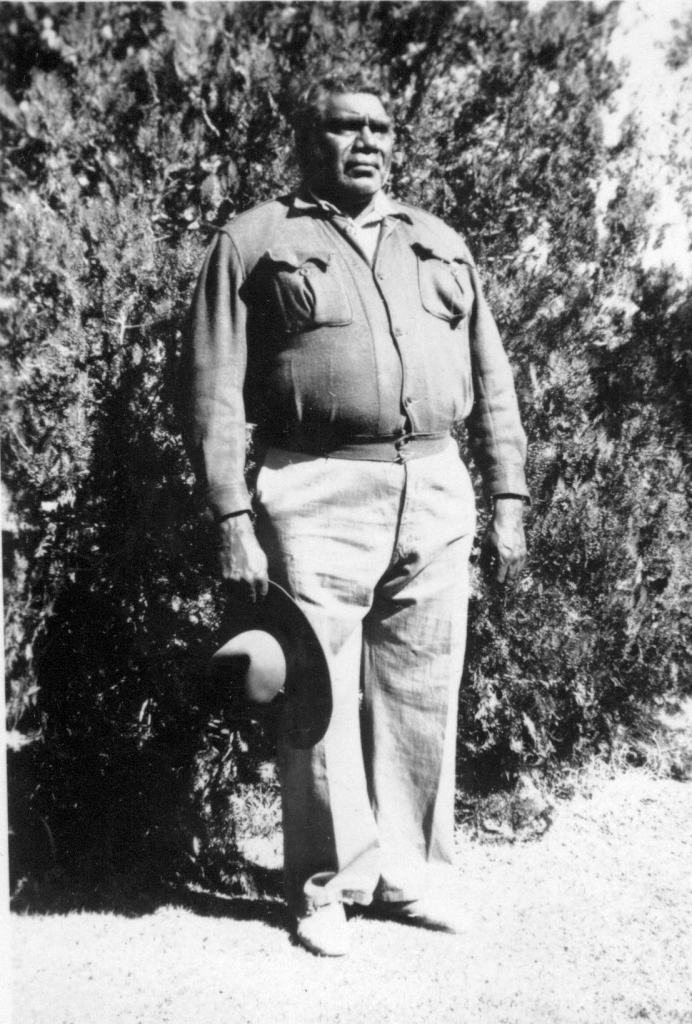
Albert Namatjira el 1949, a Alice Springs.

Albert Namatjira (28 de juliol de 1902 - 8 d'agost de 1959), anomenat en un principi Elea Namatjira, i Albert després del seu bateig cristià, va ser un famós pintor aborigen australià de la tribu dels Aranda.
Va néixer a Alice Springs i va créixer a la missió cristiana de Hermannsburg. Ja era un artista amb talent abans que el pastor Albrecht de la missió li regalés el 1934 el seu primer equip de pintura. El 1936 va acompanyar com a guia a l'artista australià Rex Battarbee en el seu viatge per pintar el proper Palm Valley i allà és on aquest li va ensenyar la tècnica de l'aquarel·la. Sota la tutela i suport de Battarbee desenvolupar la seva tècnica distintiva. Les seves aquarel·les d'àrids paisatges del desert, realitzats a l'estil occidental, van arribar a adquirir molta fama i en la seva primera exposició de pintura, a Melbourne a 1938, es van vendre tots els quadres. El 1957 li van ser atorgats els drets de ciutadania australiana complets, deu anys abans que tota la població aborigen del país els rebés.
Fins a la dècada dels 80, gràcies a una certa abundància d'exposicions, publicacions i documentals sobre Namatjira, no es va començar a reconèixer que, malgrat que pintés amb tècniques i materials occidentals, estava adaptant el simbolisme del paisatgisme d'occident per als seus propis propòsits culturals aborígens. La seva pintura es basa d'una manera consistent en la tradició, mitologia i entorn dels Aranda. Així, per exemple, la seva utilització de tons ocres es correspon amb els colors que utilitzaran habitualment les seves grans i poden percebre en la seva obra repeticions de roques i arbres similars com a creació de símbols eterns, propis de les concepcions espirituals de la seva cultura ancestral.